# Presidência Imperial
Presidência Imperial (em inglês: Imperial Presidency) é um termo popular nos Estados Unidos que surgiu na década de 1960 que serviu como título para uma das obras do historiador americano Arthur M. Schlesinger Jr. que descrevia o papel moderno da presidência dos Estados Unidos. Ele escreveu o termo no livro The Imperial Presidency, de 1973, que fala sobre suas preocupações sobre o cargo como o fato da, segundo ele, a presidência está fora de controle e que o papel do Presidente extrapolou seus limites constitucionais.